# آني لويس
آني لويس (بالإنجليزية: Annie Lewis)‏ هي ممثلة أمريكية، ولدت في 1869 في واشنطن العاصمة في الولايات المتحدة، وتوفيت بنفس المكان في 5 أكتوبر 1896.